# Enric Clará
Enric Clará (Esparraguera, Agosto de 1961- 19 de abril de 2017) fue un periodista, editor y piloto de motociclismo español. Fue editor y director de la revista Solo Moto de 1990 a 2001. 

## Biografía
Enric Clarà comenzó a trabajar como colaborador de la revista Solo Auto 4×4 en 1982 para dar el salto, un año después, a la revista Solo Moto.
En 1989, Clará ejerció de director ejecutivo y un año después en director de la revista Solo Moto Treinta. En la primavera del 2000 dejaba Solo Moto Treinta y un año después Solo Moto Actual para encargarse de labores organizativas para la empresa Alesport.
En el momento de su muerte, Clará estaba implicado en la organización de pruebas como la cita española del Gran Premio de España del Campeonato del Mundo de Trial.